# Éric Godon
Pour les articles homonymes, voir Godon (homonymie).
Éric Godon, né à Baudour (Belgique) le 7 février 1959, est un comédien belge.

## Biographie
Autodidacte, il tourne son premier film à l'âge de 40 ans. Après des études de philologie germanique à l'ULB, il exerce différents métiers avant de se lancer en 2003 dans une carrière de comédien via l'improvisation théâtrale.
Acteur polyglotte et polyvalent, il incarne des personnages très diversifiés au cinéma et à la télévision. Il joue dans des productions belges (francophones et néerlandophones), françaises, italiennes et anglo-saxonnes.
En 2012, Éric Godon passe à la réalisation, avec 3 courts métrages : Rosa, Emma et Marguerite.
Il poursuit une carrière internationale.  Après Fishing without nets , un film indépendant américain de Cutter Hodierne tourné au Kenya,  il incarne le personnage de Georges Deloix dans The Missing, la mini série de la BBC. En 2015, il joue en anglais et en russe aux côtés de Sean Bean le rôle d'Ivanenko dans Legends, une série TV américaine produite par Fox 21. Il tourne en 2016 dans "The Halcyon", une série britannique, dans "Anna" de Luc Besson, avec Hellen Mirren en 2018 et dans "The bastard son and the devil himself", une série Netflix, en 2021, ainsi que dans plusieurs longs-métrages italiens ("Freaks out", "Milano Calibro 9", "Diario di Spezie") 
Depuis 2022 , il tourne essentiellement à l' international, notamment en: Serbie, Hongrie,  Espagne,  Italie,  France,  Pays-Bas,  Irlande, Grande Bretagne, Malte,   Finlande,  Croatie , Suède, Bosnie, Pologne et Canada.  Il interprète des rôles en anglais, italien, espagnol, néerlandais, allemand et français. 

## Filmographie sélective

### Cinéma
- 2002 : Petites Misères de Philippe Boon et Laurent Brandenbourger
- 2003 : Dédales de René Manzor
- 2004 : Demain on déménage de Chantal Akerman
- 2005 : De Indringer de Frank Van Mechelen
- 2005 : Ultranova de Bouli Lanners : le patron
- 2006 : Windkracht 10 de Hans Herbots
- 2006 : Le Lièvre de Vatanen de Marc Rivière
- 2007 : Une chaîne pour deux de Frédéric Ledoux
- 2007 : J'aurais voulu être un danseur d’Alain Berliner
- 2007 : Un secret de Claude Miller
- 2008 : Combat avec l'ange de Marian Handwerker
- 2008 : Nothing sacred de Dylan Bank
- 2008 : Bons baisers de Bruges de Martin McDonagh : Yuri
- 2008 : Les Insoumis de Claude-Michel Rome
- 2009 : Légende de Jean l'Inversé de Philippe Lamensch (court métrage)
- 2008 : Les Enfants de Timpelbach de Nicolas Bary
- 2009 : The Vintner's Luck de Niki Caro
- 2009 : From Paris with Love de Pierre Morel
- 2010 : La Meute de Franck Richard
- 2010 : Cannibal de Benjamin Viré
- 2010 : La Chance de ma vie de Nicolas Cuche
- 2011 : Frits et Freddy de Guy Goossens
- 2011 : Où va la nuit de Martin Provost
- 2011 : Rien à déclarer de Dany Boon
- 2011 : Toutes nos envies de Philippe Lioret
- 2011 : Les yeux de la vigne de Margot Testemale
- 2012 : Incident at Sans Asylum d'Alexandre Courtès
- 2012 : 10 jours en or de Nicolas Brossette
- 2012 : The Expatriate de Philipp Stölzl
- 2012 : Dépression et des potes de Arnaud Lemort
- 2012 : La Clinique de l'amour d'Artus de Penguern
- 2012 : Arrêtez-moi de Jean-Paul Lilienfeld
- 2012 : Fishing without nets  de Cutter Shepard Hodierne
- 2014 : Johnny Walker de Kris De Meester
- 2014 : Suite française de Saul Dibb
- 2014 : La French de Cédric Jimenez
- 2015 : Kidnapping Mr. Heineken de Daniel Alfredson
- 2015 : Les Ardennes de Robin Pront
- 2017 : Last Crusade - Les Gardiens de la relique (Pilgrimage) de Brendan Muldowney
- 2017 : Le Jeune Karl Marx de Raoul Peck
- 2017 : Double Face (Het tweede gelaat) de Jan Verheyen : concierge
- 2018 : La Femme la plus assassinée du monde de Franck Ribière
- 2019 : Anna de Luc Besson
- 2019 : Rebelles d'Allan Mauduit
- 2019 : Undergods de Chino Moya
- 2019 : Freaks out de Gabriele Mainetti
- 2019: Yummy! de Lars Damoiseau
- 2019: Calibro 9 de Toni D'Angelo
- 2021: Diario di spezie de Massimo Donati
- 2021: Zeppos en het mercatorspoor de Douglas Boswell
- 2023: Beneath the houses –LM serbe de Neven Rufio : Georges
- 2023: La abadesa  - LM espagnol d' Antonio Chavarrias : Demetrio
- 2024 : Un homme en fuite de Baptiste Debraux : Carbolet
- 2024:Kevin – an IAD short film
- 2024:Bo Jacquo – A short film by Gregory and Michael Fitoussi (Role of the father)
- 2025: DUST - LM belge de Anke Blondé (Rôle du mInistre Vandewalle)
- 2025: Devenir un monstre - LM canadien de Charles-Olivier Michaud (RÔle de Jozef Jurkowski)

### Télévision
- 2002 : Tous les chagrins se ressemblent de Luc Béraud
- 2003 : Des kilos en or de Christian François
- 2004 : Lucile et le petit prince de Marian Handwerker
- 2005 : La Battante de Didier Albert
- 2005 : Nom de code DP de Patrick Dewolf
- 2005 : Comme sur des roulettes de Jean-Paul Lilienfeld
- 2006 : Avec le temps de Marian Handwerker
- 2006 : La Fille du chef de Sylvie Ayme
- 2007 : Complot d’amateurs de Vincent Monnet
- 2008 : Les poissons-marteau de André Chandelle
- 2008 : À tort ou à raison - l'affaire Leïla de Pierre Joassin
- 2009 : Otages de Didier Albert
- 2009 : Tombé sur la tête de Didier Albert
- 2010 : En chantier, monsieur Tanner de Stefan Liberski
- 2010 : Monstertrilogie de Hans Herbots
- 2010 : La Marquise des ombres de Edouard Niermans
- 2010 : Vidocq-le masque et la plume de Alain Choquart
- 2010 : Julie Lescaut, épisode 2 saison 19, Contre la montre de Jérôme Navarro : Plon
- 2011 : Pasteur d'Alain Brunard
- 2012 : Cher radin de Didier Albert
- 2013 : Marge d'erreur de Joël Santoni
- 2014 : Marie Curie, une femme sur le front d'Alain Brunard
- 2014: The missing - série TV BBC de Tom Shankland
- 2016= Legends - série TV USA de Howard Gordon (rôle d'Ivanenko )
- 2017: The halcyon  - série ITV de Rob Evans (rôle du Comte de Saint-Claire)
- 2019 : Le temps est assassin de Claude-Michel Rome : Basile Spinello
- 2019 :  48H - L'affaire Charbonnier de Vincent Trisolini
- 2019 :  GR5 : into the wilderness - série télévisée flamande  de Jan Matthys
- 2021: Fils de - série TV belge de Franck Prevost
- 2021: The reluctant Madame Blanc - Série TV britannique de Dermot Boyd
- 2021:Onder vuur - Série TV flamande de Joost Wynant
- 2021: Chez Nadette - Capsule TV de Thierry De Coster
- 2021: The bastard son and the devil himself   - Série TV Netflix UK de Rachna Suri
- 2022: Everybody loves diamonds -  Série TV Amazon Italie de Gianluca Maria Tavarelli
- 2022: Ride out –  mini série de Simon Kaijser (Rôle de Burek)
- 2022: Dune: the sisterhood – une série HBO de Johann renk - Episode pilote  (Rôle d'Evgueny Harkonnen)
- 2022: Great expectations – BBC Mini  série de Brady Hood (Rôle de Dorget)
- 2022: Estonia – Série TV de  Mans Mansson (Rôle de Hermann Abel)
- 2022 : World on fire –  série BBC de Meenu Gaur (Rôle de Monsieur Berthaud)
- 2023: Flikken Maastricht – série TV néerlandaise de Pieter van Rijn (Rôle d'Erwin Declercq)
- 2023: Ride out – mini série de Simon Kaijser (Rôle de Burek)
- 2023: Doktrinen – série TV suédoise de Jens Jonsson (Rôle de Sasja)
- 2023: Blutspur Antwerpen – Téléfilm allemand  d' Anna-Katharina Maier (Rôle de Hoffman)
- 2024: The Gringo Hunters – a Netflix Mexican TV series by Adrian Grunberg (role of Michael Napoletano)
- 2024 :De Big fuck up – a Flemish TV series by Wim Geudens (Role of Felix Vroman)
- 2024:Roomies - a Belgian TV series by Kato De Boeck and Flo Van Deuren (Role of David)
- 2024:Salle des profs – a Belgian TV humoristic spots series
- 2025:
- Diverses séries TV:  PJ, Julie Lescaut, Commissaire Cordier, Franck Keller, Famille d'accueil, Rose et Val, Trois pères à la maison, Septième Ciel Belgique, Carla Rubens, Sauveur Giordano, Avocats et Associés, Flikken, Matrioshkis, Section de recherches, Un flic, Chez Maupassant, Les Bleus, premiers pas dans la police, Jes, Unité spéciale 1924, Dag en nacht, La Marquise des ombres, Witse, De salamander, Het goddelijke monster, À tort ou à raison, Braquo, Aspe, De Ridder, , Ennemi public, Professor T,  Legends season 2  ,  Salamander, , Hassel, Le temps est assassin, Zerschunden...